# Karine Lebon
Pour les articles homonymes, voir Lebon.
Karine Lebon, née le 9 juin 1985 au Port (La Réunion), est une femme politique française.
Membre de Pour La Réunion (PLR), elle est élue députée dans la 2e circonscription de La Réunion lors d'une élection législative partielle en septembre 2020, puis est réélue lors des élections législatives de 2022 et de 2024. Elle siège à l'Assemblée nationale au sein du groupe de la Gauche démocrate et républicaine (GDR).

## Biographie
Karine Lebon est professeur des écoles et secrétaire générale de l’Union des femmes de La Réunion (UFR).
Entre 2017 et 2019, elle interprète Maëva dans les cinquième et sixième saisons de la série Cut ! (diffusée sur France Ô) ; elle est également apparue dans plusieurs courts métrages et publicités.
À l’issue des élections municipales de 2020, elle est élue conseillère municipale de Saint-Paul, déléguée à la petite enfance, à la parentalité et aux droits des femmes.
Elle se porte candidate à l’élection législative partielle de 2020 dans la 2e circonscription de La Réunion, avec le soutien de Pour La Réunion, du Parti communiste réunionnais, du Parti socialiste et de La France insoumise. Au premier tour, elle arrive en tête, avec 52,2 % des voix, devançant largement Audrey Fontaine (divers droite), mais la forte abstention ne lui permet pas d’être directement élue,. Elle est élue députée au second tour, le 27 septembre, avec 72,0 % des suffrages, pour un taux de participation de 18,9 %, légèrement supérieur à celui du premier tour,. À l’Assemblée nationale, elle devient membre du groupe de la Gauche démocrate et républicaine (GDR), comme elle l’avait annoncé peu avant son élection.
Durant la campagne pour l'élection présidentielle de 2022, elle participe au « parlement de l'Union populaire », le conseil de la campagne de Jean-Luc Mélenchon. Candidate à sa succession aux élections législatives de 2022, elle arrive largement en tête à l'issue du premier tour avec 42,9 % des voix. Elle est réélue au second tour avec 69,4 % des suffrages exprimés.
Alors que son mandat est écourté le 9 juin 2024 en raison d'une dissolution parlementaire décidée par Emmanuel Macron, elle se représente aux élections législatives anticipées dans la 2e circonscription de La Réunion. En ballottage favorable lors du premier tour avec 47,7 % des voix, elle est réélue au second tour avec 67,5 % des suffrages exprimés.
À l'Assemblée nationale, elle mène une mobilisation pour la reconnaissance du préjudice subi par les « enfants de la Creuse », mineurs réunionnais qui ont été placés de façon contrainte en métropole par l'Aide sociale à l'enfance des années 1960 à 1984.